# Partido Popular Conservador (Dinamarca)
O Partido Popular Conservador (em dinamarquês:  Det Konservative Folkeparti) é um partido conservador da Dinamarca, fundado em 1915.
De ideologia conservadora, o partido perfilou-se pela defesa da liberdade individual, da propriedade privada, da economia de mercado, da redução do setor público, da manutenção da capacidade militar, e da cooperação com a União Europeia.
Durante os anos 70 e 80, foi o principal partido do centro-direita da Dinamarca, chegando o seu líder Poul Schlüter a ser primeiro-ministro de 1982 a 1993. Na década de 90, o Partido Popular Conservador foi ultrapassado pelo Venstre-Partido Liberal como principal partido do centro-direita.
Atualmente é liderado por Søren Pape Poulsen, sendo membro do Partido Popular Europeu e da União Internacional Democrata.

## Ideologia
A cláusula de propósito do partido diz: "O Partido Popular Conservador tem como objetivo reunir todos os que aderem ao programa do partido e trabalhar pela difusão de pontos de vista conservadores". O partido atribui grande importância à ideologia. O Partido ainda destaca o escritor e político anglo-irlandês do século XVIII Edmund Burke como o primeiro grande pensador conservador. Visto que o conservadorismo não é definido por um conjunto de dogmas, seria mais correto dizer que os conservadores são baseados num conjunto de atitudes e valores.
O partido defende a liberdade e responsabilidade individual, economia de mercado, propriedade privada, a importância da comunidade para o indivíduo, uma reforma, modernização e redução do setor público, descentralização, uma defesa total eficaz e atualizada, maior cooperação com o a União Europeia, respeito pela identidade nacional, história e tradição "mudando para preservar". Os conservadores enfatizam o valor da comunidade nacional e a importância da Igreja Nacional Dinamarquesa, e Lene Espersen, ex-líder do partido enfatizou "a casa real, a igreja nacional, a escola pública e a defesa" como as principais instituições sociais da Dinamarca.
Na política externa, o partido apoia a cooperação económica com a União Europeia para ajudar o crescimento económico da Dinamarca e manter a paz na Europa, mas afirma que a UE também deve respeitar o direito à identidade nacional e apela a uma UE menos centralizada na qual os Estados-Membros possam manter a soberania sobre seus poderes de tomada de decisão nacionais, regionais e locais. O partido também destaca o ambientalismo como uma de suas filosofias centrais de acordo com o conservadorismo verde.
Os próprios conservadores resumem os seus valores da seguinte forma:
- A comunidade deve assumir a responsabilidade pelos mais fracos.
- O indivíduo deve ter a maior liberdade possível e responsabilidade por sua própria vida.
- Deve-se ser recompensado por fazer um esforço extra.
- A capaz do indivíduo de administrar uma parte maior de seu próprio dinheiro.
- Os gastos do governo devem ser mantidos baixos e não repassados para a próxima geração.
- A política económica deve ser responsável e capaz de priorizar.
- Proteger a cultura, tradições e valores cristãos dinamarqueses.

Hoje, o partido destaca em particular as seguintes questões políticas:
- Uma carga tributária reduzida; da última coroa ganha, ninguém precisa pagar mais da metade em impostos.[15]
- Prevenção ativa de doenças relacionadas ao estilo de vida e epidemias de obesidade; doenças com risco de vida devem ter a mais alta prioridade.[16]
- Independência de fontes de energia fóssil até 2050; aumento da expansão de turbinas eólicas offshore.[17]
- Uma Dinamarca segura, sem terror e violência; uma política de justiça rígida onde os criminosos são punidos de forma consistente e severa.[18]

## Resultados Eleitorais

### Eleições legislativas
| Data    | Líder                 | CI.  | Votos   | %            | +/-     | Deputados | +/-     | Status            |
| ------- | --------------------- | ---- | ------- | ------------ | ------- | --------- | ------- | ----------------- |
| 1918    | Emil Piper            | 4.º  | 167 743 | 18,3 / 100,0 |         | 22 / 140  |         | Oposição          |
| 04/1920 | Emil Piper            | 3.º  | 201 499 | 19,7 / 100,0 | 1,4     | 28 / 140  | 6       | Oposição          |
| 07/1920 | Emil Piper            | 3.º  | 180 293 | 18,9 / 100,0 | 0,8     | 26 / 140  | 2       | Oposição          |
| 09/1920 | Emil Piper            | 3.º  | 216 733 | 17,9 / 100,0 | 1,0     | 27 / 149  | 1       | Oposição          |
| 1924    | Emil Piper            | 3.º  | 242 955 | 18,9 / 100,0 | 1,0     | 28 / 149  | 1       | Oposição          |
| 1926    | Emil Piper            | 3.º  | 275 793 | 20,6 / 100,0 | 1,7     | 30 / 149  | 2       | Oposição          |
| 1929    | Charles Tvede         | 3.º  | 233 935 | 16,5 / 100,0 | 4,1     | 24 / 149  | 6       | Oposição          |
| 1932    | John Christmas Møller | 3.º  | 289 531 | 18,7 / 100,0 | 2,2     | 27 / 149  | 3       | Oposição          |
| 1935    | John Christmas Møller | 2.º  | 293 393 | 17,8 / 100,0 | 0,9     | 26 / 149  | 1       | Oposição          |
| 1939    | John Christmas Møller | 3.º  | 301 625 | 17,8 / 100,0 | Estável | 26 / 149  | Estável | Oposição          |
| 1943    | Ole Bjørn Kraft       | 2.º  | 421 523 | 21,0 / 100,0 | 3,2     | 31 / 149  | 5       | Governo           |
| 1945    | Ole Bjørn Kraft       | 3.º  | 373 688 | 18,2 / 100,0 | 2,8     | 26 / 149  | 5       | Apoio parlamentar |
| 1947    | Ole Bjørn Kraft       | 3.º  | 259 324 | 12,4 / 100,0 | 8,6     | 17 / 150  | 9       | Oposição          |
| 1950    | Ole Bjørn Kraft       | 3.º  | 365 236 | 17,8 / 100,0 | 5,4     | 27 / 151  | 10      | Governo           |
| 04/1953 | Ole Bjørn Kraft       | 3.º  | 358 509 | 17,3 / 100,0 | 0,5     | 26 / 151  | 1       | Governo           |
| 09/1953 | Ole Bjørn Kraft       | 3.º  | 364 960 | 16,8 / 100,0 | 0,5     | 30 / 179  | 4       | Oposição          |
| 1957    | Aksel Møller          | 3.º  | 383 843 | 16,6 / 100,0 | 0,2     | 30 / 179  | Estável | Oposição          |
| 1960    | Poul Sørensen         | 3.º  | 435 764 | 17,9 / 100,0 | 1,3     | 32 / 179  | 2       | Oposição          |
| 1964    | Poul Sørensen         | 3.º  | 527 798 | 20,1 / 100,0 | 2,2     | 36 / 179  | 4       | Oposição          |
| 1966    | Poul Sørensen         | 3.º  | 522 028 | 18,7 / 100,0 | 1,4     | 34 / 179  | 2       | Oposição          |
| 1968    | Poul Sørensen         | 2.º  | 581 051 | 20,4 / 100,0 | 1,7     | 37 / 179  | 3       | Governo           |
| 1971    | Erik Ninn-Hansen      | 2.º  | 481 335 | 16,7 / 100,0 | 3,7     | 31 / 179  | 6       | Oposição          |
| 1973    | Erik Ninn-Hansen      | 5.º  | 279 391 | 9,2 / 100,0  | 7,5     | 16 / 179  | 15      | Apoio parlamentar |
| 1975    | Poul Schlüter         | 5.º  | 168 164 | 5,5 / 100,0  | 3,7     | 10 / 179  | 6       | Oposição          |
| 1977    | Poul Schlüter         | 4.º  | 263 262 | 8,5 / 100,0  | 3,0     | 15 / 179  | 5       | Oposição          |
| 1979    | Poul Schlüter         | 3.º  | 395 653 | 12,5 / 100,0 | 3,0     | 22 / 179  | 7       | Oposição          |
| 1981    | Poul Schlüter         | 2.º  | 451 478 | 14,5 / 100,0 | 2,0     | 26 / 179  | 4       | Oposição          |
| 1984    | Poul Schlüter         | 2.º  | 788 224 | 23,4 / 100,0 | 8,9     | 42 / 179  | 16      | Governo           |
| 1987    | Poul Schlüter         | 2.º  | 700 886 | 20,8 / 100,0 | 2,6     | 38 / 179  | 4       | Governo           |
| 1988    | Poul Schlüter         | 2.º  | 642 048 | 19,3 / 100,0 | 1,5     | 35 / 179  | 3       | Governo           |
| 1990    | Poul Schlüter         | 2.º  | 517 293 | 16,0 / 100,0 | 3,3     | 30 / 179  | 5       | Governo           |
| 1994    | Hans Engell           | 3.º  | 499 845 | 15,0 / 100,0 | 1,0     | 27 / 179  | 3       | Oposição          |
| 1998    | Per Stig Møller       | 3.º  | 303 965 | 8,9 / 100,0  | 6,1     | 16 / 179  | 11      | Oposição          |
| 2001    | Bendt Bendtsen        | 4.º  | 312 770 | 9,1 / 100,0  | 0,2     | 16 / 179  | Estável | Governo           |
| 2005    | Bendt Bendtsen        | 4.º  | 344 886 | 10,3 / 100,0 | 1,1     | 18 / 179  | 2       | Governo           |
| 2007    | Bendt Bendtsen        | 5.º  | 359 404 | 10,4 / 100,0 | 0,1     | 18 / 179  | Estável | Governo           |
| 2011    | Lars Barfoed          | 8.º  | 175 047 | 4,9 / 100,0  | 5,5     | 8 / 179   | 10      | Oposição          |
| 2015    | Søren Pape Poulsen    | 10.º | 118 003 | 3,4 / 100,0  | 1,5     | 6 / 179   | 2       | Governo           |
| 2019    | Søren Pape Poulsen    | 7.º  | 233 349 | 6,6 / 100,0  | 3,2     | 12 / 179  | 6       | Oposição          |
| 2022    | Søren Pape Poulsen    | 7.º  | 194 820 | 5,5 / 100,0  | 1,1     | 10 / 179  | 2       | Oposição          |

### Eleições europeias
| Data | Cabeça de lista | CI. | Votos   | %            | +/- | Deputados | +/-     |
| ---- | --------------- | --- | ------- | ------------ | --- | --------- | ------- |
| 1979 | Poul Møller     | 4.º | 245 309 | 14,0 / 100,0 |     | 2 / 15    |         |
| 1984 |                 | 1.º | 414 177 | 20,7 / 100,0 | 6,7 | 4 / 15    | 2       |
| 1989 |                 | 4.º | 238 760 | 13,3 / 100,0 | 7,4 | 2 / 16    | 2       |
| 1994 |                 | 2.º | 368 890 | 17,7 / 100,0 | 4,4 | 3 / 16    | 1       |
| 1999 |                 | 5.º | 166 884 | 8,5 / 100,0  | 9,2 | 1 / 16    | 2       |
| 2004 |                 | 3.º | 214 972 | 11,3 / 100,0 | 2,8 | 1 / 14    | Estável |
| 2009 | Bendt Bendtsen  | 6.º | 297 199 | 12,7 / 100,0 | 3,4 | 1 / 13    | Estável |
| 2014 | Bendt Bendtsen  | 5.º | 208 262 | 9,1 / 100,0  | 3,6 | 1 / 13    | Estável |
| 2019 | Pernille Weiss  | 6.º | 170 544 | 6,2 / 100,0  | 2,9 | 1 / 13    | Estável |
| 2024 |                 | 4.º | 216 249 | 8,8 / 100,0  | 2,4 | 1 / 15    | Estável |